# NGC 6315
NGC 6315 este o galaxie de tip linie-de-emisie situată în constelația Hercule. A fost descoperită în 6 iunie 1863 de către Albert Marth.